# Informationstechnikbataillon 292
Das Informationstechnikbataillon 292 (ITBtl 292) ist eine Dienststelle des Cyber- und Informationsraumes (CIR) der Bundeswehr und untersteht dem Kommando Informationstechnik-Services der Bundeswehr. Es betreibt mit seinen Soldaten die Informations- und Kommunikationssysteme der Bundeswehr im Einsatz. Stationierungsort ist die Luitpold-Kaserne in Dillingen an der Donau.

## Auftrag
Das ITBtl 292 stellt mit Führungsunterstützungssystemen wie zum Beispiel Satellitenkommunikation Mehrkanal (SATCOM MK), Mobiles Kommunikationssystem der Bundeswehr (MobKommSysBw), verlegefähige Accessnetze der Bundeswehr, Dezentrale Server Einsatzgebiet (DSE), Digitaler Richtfunk Streitkräftebasis, Führungs- und Informationssystem der Streitkräfte (HaFIS) und Terrestrian Trunked Radio for Police (TETRAPOL) die nationale und internationale Führungsfähigkeit im Einsatz sicher.

## Gliederung
Das Bataillon besteht aus Stab, Stabszug, einer Versorgungskompanie (1. Kompanie) und vier Einsatzkompanien sowie einer Grundausbildungskompanie. Die Dienstposten sind durch Heeres-, Luftwaffen- und Marineuniformträger besetzt. Die Einsatzkompanien gliedern sich jeweils in die Teilbereiche Kompanieführung mit Innendienst, Materialbewirtschaftung, Technik, Servicedesk und drei Führungsunterstützungszüge. Die drei Züge betreiben die jeweiligen Führungsunterstützungssysteme.
- Die 1. Kompanie (Versorgungskompanie) ist für die logistische Unterstützung und die Ausbildung des Bataillons verantwortlich. Dies beinhaltet die Bereitstellung, Wartung und Instandsetzung von Fahrzeugen, Gerät und Verpflegung. Darüber hinaus ist der Versorgungskompanie das Wartungszentrum für Antennenmastanlagen in Karlsruhe unterstellt.

- Die 2. Kompanie beheimatet das Kernsystem, bestehend aus dem Mobilen Kommunikationssystem der Bundeswehr, dem Liegenschaftszugangsknoten und dezentralen Servern.

- Die 3. Kompanie stellt die Gefechtsstandnetzwerke, lokale verlegefähige Netzwerke der Bundeswehr (LVNBw) und die IT-Plattform bereit.

- Die 4. Kompanie ist auf die Informationsübertragung spezialisiert und betreibt hierzu Feldkabelbau. Dabei werden die digitalisierten Informationen gebündelt und verschlüsselt übertragen. Für Reichweiten bis zu 60 Kilometer wird dazu digitaler Richtfunk genutzt, welcher eine Übertragungsrate von insgesamt 34 MBit/s zulässt. Für weitere Strecken stehen der Kompanie SatCom Bodenstationen und Kapazitäten auf den bundeswehreigenen Kommunikationssatelliten zur Verfügung und ermöglichen so eine weltweite Anbindung von Teilnehmern und Netzwerken.

- Die 5. Kompanie stellt die Mobile Kommunikation mit TETRAPOL, TETRA und anderen mobilen Übertragungsmitteln sicher.
- Die 6. Kompanie führt die Grundausbildung für Rekrutinnen und Rekruten durch.[2]

## Verbandsabzeichen
Das „F“ der Führungsunterstützungstruppe ist in Schwarz, Rot, Gold (Bundesflagge) auf rotem Grund, der Farbe der Streitkräftebasis, dargestellt. Es stellt den Auftrag des Bataillons, die Führungsunterstützung im Einsatz sicherzustellen, dar. Die Verbundenheit zum Standort, Dillingen in Bayern, wird durch das Dillinger Stadtwappen auf weiß-blauem Hintergrund dokumentiert. Dies wir durch den diagonal von links oben nach rechts unten verlaufenden Fernmeldepfeil verbunden.

## Geschichte
Der Kader des Korpsfernmeldebataillons 212, bestehend aus drei Offizieren, fünf Unteroffizieren und fünf Mannschaften in der Falckenstein-Kaserne, Koblenz wurde am 1. Juni 1957 aufgestellt. Am 1. August 1957 verlegt der Kader in die Generaloberst-Beck-Kaserne nach Sonthofen Allgäu. Der Bataillonsstab und die Stabs- und Versorgungskompanie werden aufgestellt, eine Ausbildungsgruppe wird nach Degerndorf verlegt. Die ersten 220 Rekruten wurden am 10. Oktober 1957 nach Degerndorf einberufen. Im gleichen Jahr wurde das Kaderpersonal von Sonthofen nach Dillingen an der Donau in die noch im Umbau befindliche Luitpold-Kaserne verlegt.
Das Korpsfernmeldebataillon 212 wurde am 1. April 1958 in Fernmeldebataillon 210 umbenannt. Als erster Truppenteil im Heer führte das FmBtl 210, am 1. April 1961, die halbjährige Fernmeldegrundausbildung ein. Nachdem der Grundwehrdienst infolge der Kubakrise im Dezember 1961 auf 18 Monate verlängert worden war, musste aus Platzgründen die Fernmeldeausbildungskompanie I/II im September 1964 in die Alfred-Delp-Kaserne in Donauwörth verlegt werden. Das Fernmeldebataillon 230 wurde am 28. April 1965 mit einem feierlichen Appell aus dem Fernmeldebataillon 210 ausgegliedert und selbständig. Die Fernmeldeausbildungskompanie 1/II wurde dem FmBtl 230 (Donauwörth) unterstellt. Das Fernmeldebataillon 230 unterstützte mit Teilen bei den Olympischen Spielen in München. Die Patenschaft zwischen FmBtl 230 und dem amerikanischen 34th Signal Bataillon wurde im Februar 1975 geschlossen. FmBtl 230 führte 1977 als erstes Korpsfernmeldebataillon das „Automatisierte Korpsstammnetz“ (AUTOKO I) ein und gilt als Wegbereiter auf diesem Sektor.
Im Januar 1980 wurde die Fernmeldeausbildungskompanie I/II wieder nach Dillingen verlegt. Die ersten Auslandseinsätze im Iran, Kurdenhilfe, finden statt. Die 2./ Fernmeldebataillon 230 wurde mit 1. April 1993 aufgelöst. Die Fernmeldeausbildungskompanie 1/II wurde mit 30. Juni 1993 zunächst „stillgelegt“, bevor sie am 31. März 1994 aufgelöst wurde. Mit dem Umzug des FmBtl 210 nach Ulm im Juli 1993 sank die Kopfstärke am Standort Dillingen erheblich. Die 4./ FmBtl 230 wurde am 1. Oktober 1993 in die 2./ FmBtl 230 umbenannt. Das Kraftfahrausbildungszentrum Dillingen wurde 1994 aufgestellt. Mit einem kleinen Kontingent wurde der Einsatz in Somalia an der Versorgungsbasis in Dschibuti und in Beledweyne unterstützt. Das Fernmeldegerät AUTOKO 90 als Nachfolgegerät von AUTOKO II wird beim FmBtl230 eingeführt. Digitale Knotenvermittlungen ersetzen fortan analoge Richtfunktechnik und die Rifu-Mux-Trupps.
Das Kraftfahrausbildungszentrum Dillingen wurde 2002 aufgelöst. Das Fernmeldebataillon 230 wurde im Zuge der Transformation der Bundeswehr in das Führungsunterstützungsbataillon 292 umgegliedert. Die Unterstellung wechselt dabei vom aufgelösten II. (GE/US) Korps und dem ebenfalls aufgelösten Führungsunterstützungsregiment 2 zum Wehrbereichskommando II in Mainz und zum Führungsunterstützungsregiment 29. Gleichzeitig wechselt der Organisationsbereich vom Heer zur Streitkräftebasis. Dadurch werden Soldaten von Heer und Luftwaffe vermischt: 1./ und 2./ FüUstgBtl 292 werden mit Luftwaffensoldaten besetzt, der Bataillonsstab wird gemischt. Die 5./ FüUstgBtl 292 -zuvor Grundausbildungskompanie – wird eine Einsatzkompanie. Der Regimentsstab des Führungsunterstützungsregiments 29 verlegte im März 2006 von Ulm in die Luitpold-Kaserne nach Dillingen. Das Führungsunterstützungsbataillon 292 nahm am 1. April 2009 nach der „Einsatzorientierten moderaten Strukturanpassung“ seine neue Struktur ein: die Uniformträgerbereiche Heer und Luftwaffe werden bis auf Kompanieebene durchmischt. Im Zuge der Neuausrichtung der Bundeswehr stellt sich die Frage, ob der Standort Dillingen erhalten bleibt oder geschlossen wird. In Dillingen bildet sich das Aktionsbündnis „PRO Kaserne“. Am 26. Oktober 2011 wurde schließlich der Erhalt des Standorts Dillingen und des FüUstgBtl 292 bekanntgegeben. Die Grundausbildungseinheit 6./Führungsunterstützungsbataillon 292 wurde mit 31. Mai 2013 aufgelöst.
Das Bataillon nahm neue Strukturen ein. Es wurde ein Grundausbildungszug in der 1. Kompanie aufgestellt und das Bataillon auf die neuen Herausforderungen der Bundeswehr hin ausgerichtet. Die Unterstellung wechselte vom Führungsunterstützungsregiment 29 zum Führungsunterstützungskommando der Bundeswehr in Bonn. Das Führungsunterstützungsbataillon ist Haupttruppensteller für die Auslandseinsätze in Afghanistan (ISAF), Kosovo (KFOR) und Mali (EUTM Mali), MINUSMA. Nach Außerdienststellung des Führungsunterstützungsregiments 29 sowie des Bataillon für elektronische Kampfführung 922 in Donauwörth ist der Kdr FüUstgBtl 292 zugleich Standortältester und damit verantwortlich für die Standortbereiche Günzburg, DonauRies und Dillingen.